# 草山春暉
草山春暉是大愛電視台「大愛真實人生劇場」系列，主題為草山高家人的故事，全劇共56集，製作人陳慧玲、林玉清，編劇溫怡惠，導演鄧安寧，於2005年8月9日－2005年10月13日在大愛電視《大愛劇場》時段（台灣時間每天晚上8:00）播出。
楊麗音飾演本劇高張秀角色，在第41屆金鐘獎榮獲「戲劇節目最佳女主角獎』」。大愛電視台則得到「年度電視節目行銷獎」。

## 演員陣容

### 主要演員
| 演員   | 角色          | 關係／備註                                                                                  |
| 洪流   | 高烶勇        | 高墀囿之父 經常為鄰人排難解紛。開學堂教導鄉親漢文、四書、朱子格言。                         |
| 王豪   | 高墀囿        | 高張秀之夫 原種花的農民，晚上看日本專業雜誌。                                               |
| 楊麗音 | 高張秀        | 高墀囿之妻 勤儉持家，不喜歡丈夫借錢給別人，有時會為此事爭執。                               |
| 檢場   | 高銘宗        | 高墀囿長子、林采霜之夫 個性保守但非常幽默，知識淵博，口若懸河，說話常引經據典。             |
| 林嘉俐 | 林采霜        | 高銘宗之妻                                                                                  |
| 馬國賢 | 高東郎        | 高墀囿次子、李淑妍之夫 從小不愛背書，喜歡數理科目，理解力極強。幽默認真的藝術家。           |
| 楊淇   | 李淑妍        | 高東郎之妻                                                                                  |
| 霍正奇 | 高明善        | 高墀囿三子、溫心華之夫 心地善良，眼光精準，個性有點擇善固執，對朋友十分講義氣。             |
| 洪瑞襄 | 溫心華        | 高明善之妻                                                                                  |
| 曾國城 | 高明志        | 高墀囿四子、許麗珍之夫 口才好、幽默風趣，人緣極佳，公關業務能力強，認真講義氣，容易受傷害。 |
| 李淑楨 | 許麗珍 (阿咪) | 高明志之妻                                                                                  |

### 其他演員
| 演員   | 角色   | 關係／備註 |
| 洪綺陽 | 高雪白 | 高家四兄弟的大姊，高里長的大女兒，對弟妹很照顧，在二十二歲時跟澤潤結婚 |
| 張語菲 | 高羽白 | 高家二姊，喜歡讀書，也因讀書近視，後考上台北醫學大學藥學系 |
| 林信佑 | 潘泽润 | 姊夫 |
| 陳妍安 | 高月白 | 高家三姊 |
| 李波   | 采霜父 | 銘宗的岳父、采霜的父親 |
| 謝瓊煖 | 阿菱   | 高家請來幫忙的人，單方面對東郎抱有情愫，最終因為東郎表示自己想致力研究陶瓷技術而尊重其意願離去。 |
| 林景立 | 林治南 | 銘宗公司的員工，深得銘宗信任，最終將事業做大，與高家情同兄弟。 |
| 謝麗金 | 華蓉   | 東郎的前女友 |
| 何妤玟 | 宜宜   | 明志的前女友 因為立志去山上教書，和明志於未來規劃方面產生歧見而分手。最初明志本有意等候其回來，但後來明志隨著和阿咪頻繁互動而真正愛上後者，最終因為明志已和阿咪訂婚而拒絕宜宜的復合請求，宜宜只得黯然離去。 |
| 游啟東 | 四叔公 | 阿咪的四叔公 曾經錯把尚未結婚的明志和阿咪當成是一對夫妻 |
| 邱秀敏 | 阿咪母 | 阿咪的媽媽，明志的岳母 曾因為明志只將單方面對其有好感的阿咪視作普通朋友，令阿咪傷心而拒絕兩者往來，但在明志和阿咪正式相愛訂婚後接受了明志。                                                                 |
| 張志偉 | 小舅   | 高家小孩的舅舅 |
| 鄧安寧 | Robert | 導演兼仲介，與明志多次應酬。 |
| 班鐵翔 | 李源海 | 畫荷的藝術家 |
| 孙鹏   | 李正富 | 商人 |
| 林彥伶 | 玉嘉   | 心華的閨密，會為心華考慮很多事情 |
| 黃宗佑 | 友平   | 心華的前男友 熱切關心著心華，但因為個性不合，最終心華選擇明善而以分手告終。 |

## 出版書籍
- 《草山春暉》，作者：大愛電視台，出版社：聯合文學出版社股份有限公司，出版日期：2006年9月8日，ISBN 9789575226404。

## 外部連結
- 《草山春暉》大愛電視台 （页面存档备份，存于）
- YouTube上的草山春暉｜全集播放列表—大愛劇場 DaAiDrama